# Turok
Turok é um indígena fictício dos quadrinhos publicado pela Dell Comics sob licença da Western Publishing e que ficou muito famoso graças a adaptações de suas aventuras para Video games. A estreia do personagem foi na revista americana Four Color Comics #596 (outubro/novembro de 1954), com o título de Turok, Son of Stone (Turok, o Filho da Pedra/ Turok, o filho da Idade da Pedra) (#3, março–maio de 1956) – publicado pela Dell e depois pela Gold Key Comics de 1956 a 1982. Posteriormente, ele apareceu em títulos publicados pela Valiant Comics, Dark Horse Comics e Dynamite Comics No Brasil, o personagem foi publicado nos anos de 1960 pela Editora O Cruzeiro e nos anos 70 pela EBAL. O personagem também inspirou uma popular série de videogames, começando com Turok: Dinosaur Hunter, publicado pela Acclaim Entertainment em 1997. Várias sequências seriam lançadas nos anos seguintes para vários consoles.

## História das publicações

### Western Publishing
Os quadrinhos originais foram ilustrados por Rex Maxon. O crédito do roteirista-criador de Turok e Andar (chamado no Brasil de Ankar ) é motivo de disputa, com os especialistas mencionando Matthew H. Murphy, Gaylord Du Bois e Paul S. Newman como o autor das primeiras histórias.
Na versão da Western Publishing, Turok era um nativo americano Pré-Colombo o qual, junto a seu irmão Andar, eram caçadores num vale isolado (conhecido como "Vale Perdido") habitado por dinossauros, chamados em sua linguagem de "honkers". Outros inimigos são tribos de homens das cavernas. Em suas lutas, Turok e o irmão fazem uso de seus conhecimentos de flechas envenenadas e domínio do fogo e guardam segredo dos habitantes primitivos. Nas aventuras de Du Bois, Turok e Andar procuram uma saída do vale. Du Bois teria sido influenciado por uma visita às Cavernas Carlsbad no Novo México.
Após duas aparições nas revistas Four Color #596 e #656, o personagem ganhou revista própria, que durou 27 edições (numeradas de 3 a 29) da Dell Comics (1956-62); seguindo a numeração original, seriam editadas as revistas #30-125 (1962-80) pela Gold Key Comics; e finalmente surgiriam as revistas #126-130 (1981-82) da Whitman Comics.
A primeira aventura de Turok (Four Color #596) era um roteiro para o personagem de Du Bois chamado "Young Hawk" (Falcão Jovem). "Young Hawk" era um primitivo nativo americano criado por Du Bois e que apareceria nas revistas da Dell do The Lone Ranger.
Em "Gaylord Du Bois's Account Books Sorted by Title, transcrito por Randall Scott," na página  51 da seção do Lone, consta: "Young Hawk Finds World Below. 16p. For Young Hawk one-shot, 1954. Sent November 22, 1953." A primeira história de Turok em Four Color #596, se chamou "Turok and the World Below," 16 páginas. No "Account Books", o registro seguinte, também na página 51 é "Young Hawk Conquers the Terrible Ones. 18p. For Young Hawk one-shot, 1954. Sent December 14, 1953." A segunda aventura de Turok, em Four Color #596 é "Turok and the Terrible Ones," 18 páginas. Se conclui então que o Jovem Falcão foi o "protótipo" de Turok.
Na revista 8 da série de Turok, a última com roteiro de Du Bois e quando os artistas estabeleceram o herói como adulto, o autor continuava a apresentar duas aventuras de Turok que mostravam ele e Andar ainda na adolescência. A primeira história começava assim: "Turok and Andar, Indian youths, have found their way into a strange network of deep canyons in the Carlsbad area, where ancient forms of life still exist...They have found no way to get out." (Tradução aproximada:" Turok e Andar, dois jovens índios, encontraram uma trilha numa estranha rede de cavernas e abismos profundos na área de Carlsbad no Novo México, onde formas de vida ancestrais ainda viviam...Eles não conseguiram encontrar o caminho de volta"). Na última história de Du Bois (revista #8, "Turok Seeks the Trail to Freedom"), em que Turok encontra um cavalo primitivo, fica claro que ele não conhecia o animal, entendendo-se que na época os espanhóis não o haviam introduzido ainda no continente americano. Turok escala as escarpas e escapa do Vale Perdido. Mas ele retorna por Andar, que estava ferido. Então uma avalanche sela definitivamente a saída. Paul S. Newman continuaria com as histórias nas revistas seguintes.

### Valiant Comics
Quando Turok passou para a Valiant Comics, o conceito e a ambientação foram bastante alterados. Turok e Andar viviam agora no século XVIII em tribos dos ameríndios Kiowa.O vale isolado era uma anomalia cósmica onde o tempo se movia e se continha num loop. A Unity, num crossover com a Valiant Comics, alteraria esse novo conceito. O principal vilão da aventura, uma psicótica e super-poderosa entidade conhecida como Deusa-Mãe (Mothergod) usou o Vale Perdido como base de operações. Ela dotou os dinossauros com implantes que lhes aumentavam a inteligência, tornando-os "bioni-sauros" ou dinossauros biônicos. Após a batalha final entre a vilã e os heróis do Universo Valiant, o Vale Perdido começou a desaparecer. Turok apareceria na selva da Colômbia nos dias atuais. Andar teve o paradeiro desconhecido. Para o infortúnio de Turok, um grupo de bioni-sauros veio junto com ele. Desde então ele se tornaria um caçador de bioni-sauros. Valiant publicou um total de 53 revistas antes da Acclaim a comprá-la, incluindo Turok: Dinosaur Hunter #0-47, Original Turok, Son of Stone #1 & 2, Turok Dinosaur Hunter Yearbook em 1994, e duas mini-séries Turok the Hunted em 1996.

## Dynamite Entertainment
Em 11 de outubro de 2013, Dynamite Entertainment anunciou planos para uma nova série de quadrinhos intitulada Turok: Dinosaur Hunter, bem como revistascom base em outras propriedades da Gold Key, como parte de um acordo de licenciamento com a DreamWorks Classics. A primeira edição foi publicada em 5 de fevereiro de 2014, com roteiros de  Greg Pak e arte de Mirko Colak. A série terminou após 12 edições.
Em 2016, Turok apareceu em uma minissérie de cinco edições chamada Gold Key: Alliance. Escrita por Phil Hester e ilustrada por Brent Peeples, a história era estrelada por heróis de vários títulos da Gold Key Comics.

A Dynamite publicou uma segunda série de quadrinhos de Turok, intitulada Turok, escrita por Chuck Wendig e ilustrada por Álvaro Sarraseca, em 2017. Ela também apresentava histórias de apoio estreladas por Doutor Spektor, personagem de Gold Key.

## Biografia ficcional
Em ordem cronológica dos eventos, conforme o surgimento de vários heróis da série:
- Tal'Set (Turok, Son of Stone), herói dos quadrinhos originais, herói de Turok, Turok: Dinosaur Hunter e Turok: Evolution.
- Carl Fireseed, tio de Joshua Fireseed, Turok de 1982 a 1997
- Joshua Fireseed, sobrinho de Carl Fireseed, Turok até 1997, herói de Turok 2: Seeds of Evil não é o mesmo personagem do primeiro
- Danielle Fireseed e Joseph Fireseed, irmãos menores de Joshua Fireseed, heróis de Turok 3: Shadow of Oblivion
- Joseph Turok, herói de Turok (2008)

## Coletâneas
Em 2009, Dark Horse Comics começou a imprimir histórias clássicas:
- Turok, Son of Stone Archives:
  - Volume 1 (coletânea de Four Color Comics #596 and #656 & Turok #3-6, 224 páginas, março de 2009, ISBN 1-59582-275-5)[8]
  - Volume 2 (coletânea de Turok #7-12, 224 páginas, julho de 2009, ISBN 1-59582-275-5)[9]
  - Volume 3 (coletânea de Turok #13-18, 224 páginas, agosto de 2009, ISBN 1-59582-281-X)[10]
  - Volume 4 (coletânea de Turok  #19-24, 224 páginas, Novembro 2009, ISBN 1-59582-343-3)
  - Volume 5 (coletânea de Turok  #25-30, 224 páginas, Março 2010, ISBN 1-59582-442-1)
  - Volume 6 (coletânea de Turok  #31-35,37, 224 páginas, Julho 2010, ISBN 1-59582-484-7)
  - Volume 7 (coletânea de Turok  #38-43, 216 páginas, Novembro 2010, ISBN 1-59582-565-7)
  - Volume 8 (coletânea de Turok  #44–50, 232 páginas, Abril 2011, ISBN 1-59582-641-6)
  - Volume 9 (coletânea de Turok  #51-53,55-56,58-59, 232 páginas, Novembro 2010, ISBN 1-59582-789-7)
  - Volume 10 (coletânea de Turok  #60-67, Marco 2012, ISBN 1-59582-861-3)

Outros:
- Turok: Son of Stone (de Tony Bedard, 88 páginas, setembro de 2008, ISBN 1-59582-201-1)[11]

## Adaptações

### Vídeogames
O primeiro jogo eletrônico com o personagem foi chamado de Turok: Dinosaur Hunter, lançado em 1997 para o console Nintendo 64. O jogo teve diversas sequências: para Nintendo 64, Game Boy, PC, PlayStation 2, Xbox e GameCube e também Game Boy Advance. O mais recente, de 2008, se chama simplesmente Turok, para PlayStation 3, PC e Xbox 360.

### Livros
Após o sucesso dos jogos eletrônicos de Turok, uma série de novelas do herói foi lançada seguindo os roteiros dos games. A primeira foi chamada Way of the Warrior. A segunda foi Seeds of Evil, escrita por Michael Tetelbaum e se concentra na luta de Turok contra  Primagen, inclusive uma luta numa arena.Uma quarta novela foi publicada em janeiro de 1999, chamada Path Of Destruction.

### Desenhos animados para DVD
No início de 2008, foi lançado um desenho de 70 minutos em DVD chamado "Turok: Son of Stone", produzido pela Classic Media. Arte de Evan Baily e Tony Bedard com roteiro de Bedard. Adam Beach (que está cotado para interpretar um filme do herói) fez a voz de Turok, com Irene Bedard para a voz de  Catori (a esposa do irmão de Turok), Robert Knepper como o vilão Chichak e Cree Summer como a voz de  Sapinta. Curt Geda, Dan Riba e Frank Squillace dirigiram o desenho. O produtor Tad Stones supervisionou.